# Ваздушни мост
Ваздушни мост је српска мини-серија из 2024. године у режији Радоша Бајића. Настала је истовремено са филмом Хероји Халијарда који је премијерно приказан 2023. године.
Од 9. марта 2024. године се емитовала на каналу Суперстар, а од 16. марта 2024. године и на Првом програму РТС-а.

## Радња
У пролеће 1944. године, у тренутку завршнице Другог светског рата, у једном српском селу у току је највећа појединачна акција спасавања америчких и савезничких пилота у историји светског ваздухопловства, позната као операција Халијард.
Ваздушни мост је прича о три брата Јовића и њиховој породици, разапетој између супротстављених идеологија. Док се Мирко бори у одредима Југословенске краљевске војске у отаџбини, Сретен се придружио партизанима. Илија, најмлађи мушки наследник кога отац жели да сачува, растрзан је између две стране.
Ваздушни мост је сага о њима и њихове индивидуалне трагичне судбине представљају парадигму српске националне трагедије, братоубилаштва и идеолошких раскола, који цео један народ одводе у суноврат...

## Улоге
| Глумац                  | Улога                             |
| ----------------------- | --------------------------------- |
| Жарко Лаушевић          | Коста Јовић                       |
| Петар Божовић           | деда Милош Јовић                  |
| Никола Ракочевић        | Мирко Јовић                       |
| Радован Вујовић         | капетан Звонимир Вучковић         |
| Нела Михаиловић         | Душанка Јовић                     |
| Чубрило Чупић           | Илија Јовић                       |
| Нина Нешковић           | Милица Јовић                      |
| Теодора Драгићевић      | Радмила Јовић                     |
| Вучић Перовић           | Сретен Јовић                      |
| Милан Васић             | капетан Раковић                   |
| Стивен Мур              | Едвард Волш                       |
| Небојша Љубишић         | армијски генерал Дража Михаиловић |
| Јово Максић             | Миладин Бркић                     |
| Радош Бајић             | Гојко Луди                        |
| Слободан Нинковић       | кмет Јанко                        |
| Никола Кент             | Џорџ Мусулин                      |
| Пол Клес                | Кристофер                         |
| Адам Девенпорт          | Џејмс Вокер                       |
| Скот Александер Јанг    | генерал Армстронг                 |
| Карл Вартон             | мајор Хејли                       |
| Кевин Мајкл Кларк       | капетан Конели                    |
| Томас Захнер            | пуковник Лауер                    |
| Ненад Хераковић         | Теочинац                          |
| Марко Радојевић         | Мршави                            |
| Љиљана Благојевић       | Анка Вучковић                     |
| Бранислав Лечић         | потпуковник Драгиша Васић         |
| Војислав Брајовић       | др Бехара                         |
| Небојша Дугалић         | Живко Топаловић                   |
| Вања Ејдус              | баба Јола                         |
| Недељко Бајић           | мајор Војислав Лукачевић          |
| Александар Стојковић    | Петар Баћовић                     |
| Радоје Чупић            | Тома минер                        |
| Александар Ђурица       | Мартиновић                        |
| Исидора Минић           | Мартиновићева жена                |
| Ђорђе Марковић          | Никола Веркић                     |
| Бранко Јанковић         | Првослав Раилић                   |
| Бранка Шелић            | мајка Негосава                    |
| Небојша Кундачина       | Прањански свештеник               |
| Иван Вучковић           | Никола Калабић                    |
| Немања Рафаиловић       | возач камиона                     |
| Ђуро Брстина            | Шестаков                          |
| Огњен Никола Радуловић  | Милован                           |
| Ђорђе Ерчевић           | Миомир Коларевић                  |
| Стефан Милорадовић      | Џорџ Вујновић                     |
| Вахид Џанковић          | Раденко                           |
| Марко Аџић              | војни писар                       |
| Маја Колунџија Зорое    | Топаловићева супруга              |
| Момчило Мурић           | Ковиљкин свекар                   |
| Јована Стевић           | Ковиљка                           |
| Дубравко Јовановић      | кошчати сељак                     |
| Мина Ненадовић          | болничарка Мила                   |
| Пол Мареј               | официр енглеске војне полиције    |
| Андрија Никчевић        | копилот Мајк                      |
| Алекс Папке             | капетан Рид                       |
| Алекса Илић             | Харди                             |
| Арсеније Митровић       | Тони                              |
| Михаило Перишић         | Поли                              |
| Хари Натанијел Епли     | Џони                              |
| Мајкл Стоки             | Дени                              |
| Марк Пулен              | енглески официр Смит              |
| Владимир Јоцовић        | командир страже                   |
| Хелена Петровић         | Злата                             |
| Арсеније Берић          | Мајкл Рајачић                     |
| Пеђа Марјановић         | Артур Џибилијан                   |
| Бојан Кривокапић        | Драгослав Рачић                   |
| Ана Марија Серда        | Џени                              |
| Никола Чобић            | Арчибалд Арчи Џек                 |
| Милица Зацеро           | Ранђија Јовић                     |
| Срна Нешковић           | Јагода Јовић                      |
| Владимир Ђорђевић       | домаћин Папић                     |
| Марко Јевтовић          | дечак на Галовића пољу            |
| Лазар Арбутина          | Војислав Туфегџић                 |
| Владимир Милојевић      | Милош Марковић                    |
| Иван Перковић           | енглески пилот                    |
| Горан Илић              | поручник са двогледом             |
| Миливој Петровић        | Раковићев пратилац                |
| Стефан Недељковић       | Ђорђе, Вучковићева пратња         |
| Милан Ивић              | Радиша, Вучковићева пратња        |
| Марко Милић             | тумач генерала Армстронга         |
| Јанко Радишић           | кувар                             |
| Петар Арбутина          | стари игуман                      |
| Апостол Апостоловић     | Љубивоје Сотировић                |
| Љубиша Милишић          | Брадоња                           |
| Бранко Петровић         | Бркићев пратилац 1                |
| Виктор Лечеи            | Бркићев пратилац 2                |
| Душан Радоичић          | Бркићев војник                    |
| Марина Гуњача           | курирка                           |
| Предраг Грбић           | сељак на вододерини               |
| Небојша Ђорђевић Мрвица | сељак на Галовића пољу            |
| Љубица Шћепановић       | баба 1                            |
| Веселина Михајловић     | баба 2                            |
| Алекса Могић            | војник са шајкачом                |
| Димитрије Продановић    | војник у притвору                 |
| Слађана Белић           | баба на Галовића пољу             |

## Епизоде
| Бр. еп. (укупно) | Бр. еп. (у сезони) | Наслов | Редитељ     | Сценариста                                        | Премијера      |
| --- | ------------------ | ------ | ----------- | ------------------------------------------------- | -------------- |
| 1 | 1                  |        | Радош Бајић | Радош Бајић, Страхиња Маџаревић и Душан Ковачевић | 9. март 2024.  |
| У ваздухопловној бази у италијанском граду Фођа, амерички пилоти на челу са Едвардом Волшом спремају се за полетање. Рута им је град Плоешти у Румунији, где планирају да бомбардују немачка нафтна постројења. По повратку из Румуније, тешко оштећен савезнички авион руши се у српском селу Прањани. Капетан Звонко Вучковић издаје наређење потпоручнику Мирку Јовићу да спасе америчке авијатичаре, пре него што их заробе Немци и Бугари. Сведоци пада авиона су и чланови Миркове породице – отац Коста, деда Милош, млађи брат Илија и сестра Радмила, који су товарили сено недалеко од места несреће. |                    |        |             |                                                   |                |
| 2 | 2                  |        | Радош Бајић | Радош Бајић, Страхиња Маџаревић и Душан Ковачевић | 10. март 2024. |
| Сељани Прањана окупили су се у каменолому како би у организацији Југословенске војске у отаџбини прикупили камење за изградњу писте за операцију Халијард на Галовића пољу. Међу њима предано ради и Илија, кога отац саветује да успори темпо како би се сачувао за живот после рата. Син му говори да уколико жели да се рат оконча, онда мора да му допусти да оде у шуму, као што су то учинили Сретен и Мирко. Коста му запрети да неће он никуда отићи, после чега Илија, љут и нервозан, доживљава несрећу приликом одрона земље.                                                                        |                    |        |             |                                                   |                |
| 3 | 3                  |        | Радош Бајић | Радош Бајић, Страхиња Маџаревић и Душан Ковачевић | 16. март 2024. |
| Илија се и даље налази у коми, али лекари одлучују да га пусте на кућно лечење. Душанка и Коста даноноћно бдију над најмлађим сином, страхујући за његову судбину. И Мирко често долази кући да обиђе брата, али његово присуство иритира Косту, који му замера што блудничи по селу са другом женом, док га супруга Милица чека код куће са стомаком до зуба и са две мале ћерке. После грдње коју је претрпела од мајке због Едварда, Радмила је све више повучена у себе и настоји да се клони америчког пилота. Едварду није јасно због чега је променила однос према њему.                                 |                    |        |             |                                                   |                |
| 4 | 4                  |        | Радош Бајић | Радош Бајић, Страхиња Маџаревић и Душан Ковачевић | 17. март 2024. |
| Авиони стижу по савезничке пилоте, па Мирко долази кући како би одвео Едварда да се припреми за повратак у Италију. Дочекује га намргођени Коста, који је не може да се помири са чињеницом да му се синови гледају преко нишана. Мирко се буни, говори оцу како га не разуме. Не ваља му што је он са четницима, не ваља му што је Сретен са комунистима. Коста му поручује да је прешао и Брегалницу и Кајмакчалан, да се нагледао и сакатих и мртвих, те да се надао, ако је њему и његовим исписницима суђено да ратују, да бар њихова деца неће морати да гину.                                            |                    |        |             |                                                   |                |
| 5 | 5                  |        | Радош Бајић | Радош Бајић, Страхиња Маџаревић и Душан Ковачевић | 23. март 2024. |
| Едвард је остао у Прањанима, али је добио нови смештај код породице Мартиновић. Његова романса са младом Костином ћерком се наставила, па Радмила користи сваки тренутак непажње својих родитеља како би отишла да посети Едварда. Мартиновићи, који су недавно изгубили сина Едвардових година, благонаклоно гледају на њихове симпатије. На путу ка кући Вучковићеве мајке Анке, код које се Мирко налази на опоравку, Коста и Илија налете на партизанску заседу у шуми. Испоставља се да се војници налазе у Сретеновој служби, који се први пут после дужег времена среће са оцем очи у очи.               |                    |        |             |                                                   |                |
| 6 | 6                  |        | Радош Бајић | Радош Бајић, Страхиња Маџаревић и Душан Ковачевић | 24. март 2024. |
| Коста и Душанка су одлучили да ставе тачку на ћеркину забрањену романсу са Едвардом, тако што ће је удати за Милована. Док је мајка спрема за веридбу, Радмила плаче и говори јој да неће да се дотерује за другог момка. На дан сестрине веридбе, Сретен се прикрада кући и успева да ступи у контакт са Илијом. Он говори најмлађем брату да су комунисти бројнији и да је питање тренутка када ће однети победу над Југословенском војском у отаџбини. Моли га да му се сутра придружи пред одлучујућу битку како би наговорили Мирка да одустане од борбе.                                                  |                    |        |             |                                                   |                |